# 유성생명과학고등학교
유성생명과학고등학교(儒城生命科學高等學校)는 대한민국 대전광역시 유성구 구암동에 있는 공립 고등학교이다.

## 학교 연혁
- 1951년 9월 28일 : 유성농업고등학교 개교(2개과 3학급)
- 2000년 3월 1일 : 유성생명과학고등학교 교명 변경
- 2004년 7월 21일 : 학칙변경(2개과 30학급 12개 전문과정)
- 2006년 9월 1일 : 특성화고등학교 지정
- 2017년 8월 18일 : 학칙변경(4개과 30학급 8개 전문과정)
- 2023년 9월 1일 : 제24대 김정미 교장 부임
- 2024년 1월 22일 : 제72회 졸업 (171명)
- 2024년 3월 4일 : 입학식 (192명)

## 설치 학과
- 생명과학과
- 보건간호과
- 토탈미용과
- 자동차·건설정보과

## 참고 자료
- 유성생명과학고등학교 - 한국교육학술정보원 학교알리미